# Theo Waigel

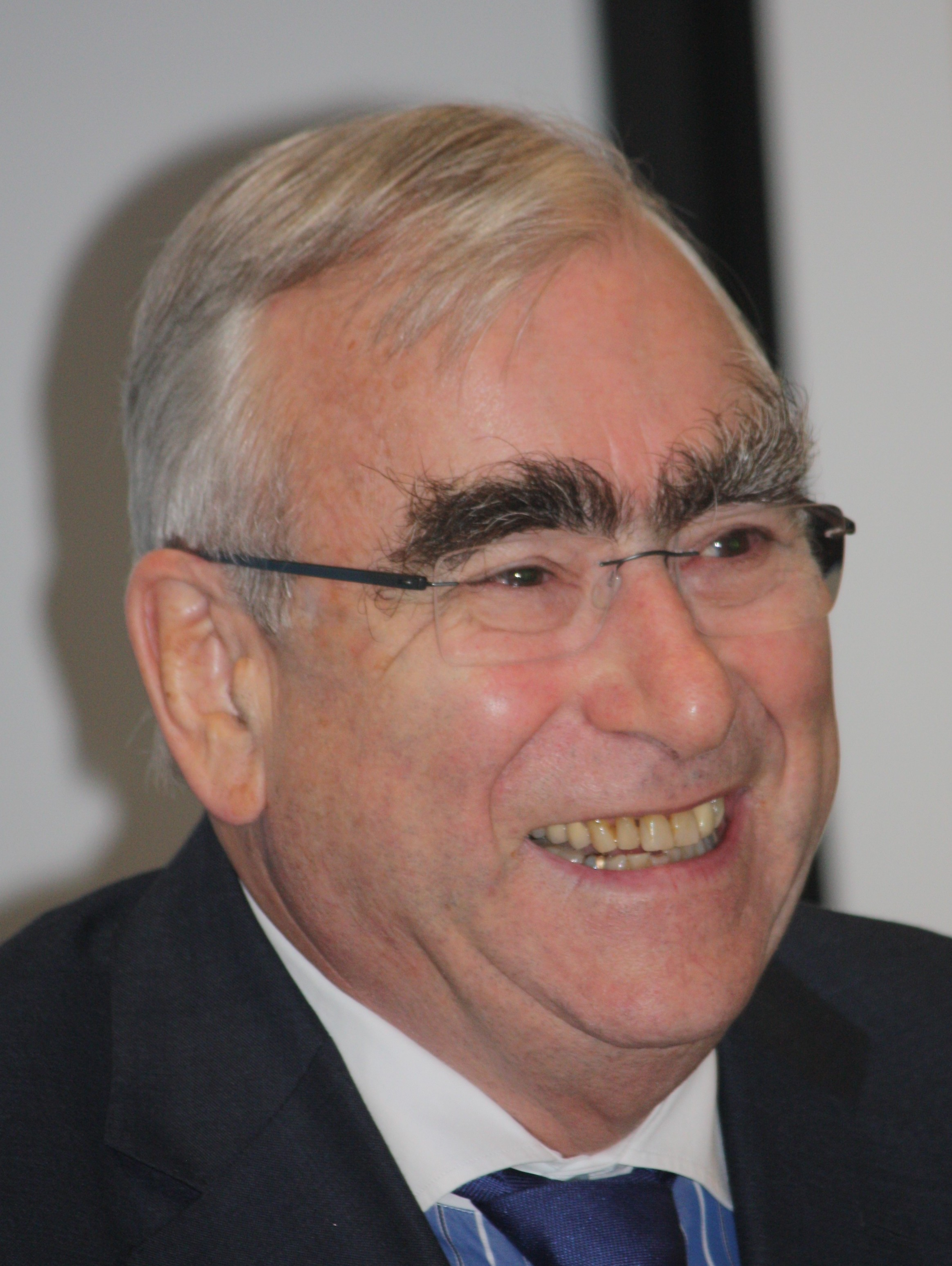
Theodor Waigel

Theodor Waigel (Oberrohr (Zwaben), 22 april 1939) is een Duits politicus van de CSU, voorzitter van 1988 tot 1999. Hij was van 1989 tot 1998 minister van Financiën in de Duitse bondsregering.